# Музей города Братиславы
Музей города Братиславы (словацк. Múzeum mesta Bratislavy) — музей в Братиславе, Словакия, учреждённый в 1868 году. Расположен в исторической части города (Старый город), в здании Старой ратуши рядом с Главной площадью. Адрес музея — Словакия, 81518, Братислава, Ратушная улица, д.1.

## История Музея
Первые тематические экспозиции музея появились в 1920—1930 годы в Старой ратуше, во Дворце Аппоньи и в доме композитора Й. Н. Гуммеля. Расширение экспозиций произошло в 1960—1970-е годы. Музей А.Флейшмана появился в начале XXI века. В 2005—2007 годах был возрождён Музей виноградарства и появился Музей исторических интерьеров. В 2011 году, после реставрации, вновь открылась Старая ратуша.
Музей хранит документы по истории Братиславы начиная с самых ранних периодов до XX века. Музей города Братиславы — это старейший музей Словакии, не прерывавший своей деятельности.

## Состав музея
Музей города Братиславы включает в себя 11 специализированных музеев, с девятью постоянными экспозициями по всему городу.
- Музей истории города — основной музей, в котором хранятся археологические открытия и находки, а также документы по истории фармацевтики, культуры, общественной жизни и нумизматики.
- Музей виноградарства — во Дворце Аппоньи. Адрес — Ратушная улица, д.1.
- Музей исторических интерьеров — во Дворце Аппоньи. Адрес — Ратушная улица, д.1.
- Музей оружия и городских укреплений — находится в башне над Михайловскими воротами. Этот музей знакомит посетителей с историей городских укреплений, здесь представлены различные виды холодного оружия, военное и турнирное снаряжения, определённая часть экспозиции посвящена развитию стрелкового оружия. Также музей рассказывает об истории братиславских литейщиков и пушкарей. С верхнего этажа осуществляется вход на галерею башни, откуда открывается вид на исторический центр Братиславы и его окрестности. Адрес — улица Михайльская, д.22.
- Музей фармацевтики — в здании Аптеки У красного рака. Адрес музея — Михальская улица д.26.
- Музей часов — расположен в Доме у доброго Пастыря. Дом построен в 1760—1765 годах в стиле рококо. Является одним из немногих сохранившихся зданий старой подзамковой территории Братиславского замка. Адрес — Жидовская (Еврейская) улица, д.1.
- Музей Иоганна Непомука Гуммеля — австрийского композитора и пианиста-виртуоза (1778—1837). В музее представлена экспозиция о жизни и творчестве композитора. Здесь находится коллекция личных музыкальных инструментов композитора, его посмертная маска, ноты. Адрес музея — улица Клобучницкая, д.2.
- Музей Артура Флейшмана — скульптора словацкого происхождения (1896—1990). Музей рассказывает о жизни и творчестве скульптора, профессионального карьера которого развивалась в 6 странах на 4 континентах. Постоянная экспозиция представляет сохранившихся керамических изделий периода раннего творчества автора (1930-е годы), а также коллекцию скульптур, созданных после 1938 года. Большая часть скульптур была создана в Лондоне с использованием оргстекла. В музее также представлены фотодокументы. Адрес — улица Белая, д.6.
- Музей Янко Есенского — словацкого прозаика, поэта и переводчика (1874—1945) — временно закрыт. Адрес — улица Сомолицкого, д.2.
- Замок Девин — национальный культурный памятник в местечке Девин. Адрес — Муранская улица, Братислава — Девин.
- Герулата — национальный культурный памятник в квартале Русовце (Братислава). Адрес — улица Герулатская, д.69, Братислава — Русовце.